# X FM
X FM es una radioemisora chilena, perteneciente al Grupo de Radios El Conquistador, que transmite de forma local en el Gran Valparaíso. También estuvo presente en Santiago de Chile, a través del 105.7 ,frecuencia que  fue vendida por la familia Molfino en diciembre del 2008, a la división de radios de la Pontificia Universidad Católica de Chile (Canal 13); y el traspaso se hizo en julio del 2009 transformándose en la Radio Sonar. Es una radio que se caracteriza por su línea musical, que abarca éxitos de los 80, 90 y del presente.

## Historia
El inicio de las transmisiones de X FM fue la madrugada del 1 de enero de 2007, sin embargo no se emitía música sino un latido de corazón hasta el día siguiente. El día 2 de enero empezó con la marca XQB-15, para al cabo de unas semanas pasar a X FM, reemplazando a la red de FM Para Ti que existía en esa frecuencia hasta diciembre de 2006 y anteriormente la extinta Radio Manquehue. 
Radio X estuvo presente en gran parte del país. Sin embargo, a la fecha la emisora transmite solamente en Valparaíso y Viña del Mar con programación y publicidad local. El sábado 1 de julio de 2017, Grupo Molfino decide poner término a las estaciones X FM de Villarrica y Pucón 95.3 FM y Valdivia 102.9 FM, lanzando nuevamente al aire Radio Para Ti emitiendo todo ese fin de semana la discografía completa de Luis Miguel, bajo la voz del exlocutor de la Red Nacional de X FM Braulio Martínez, volviendo nuevamente la emisora con transmisiones el lunes 3 de julio de 2017, con el mismo corte musical romántico latino que la caracterizaba y cuyas emisiones se realizan desde la ciudad de Valdivia.
Los estudios de Radio X, están ubicados en calle 4 Oriente 136 de la ciudad de Viña del Mar, mismo lugar donde se encuentran los estudios locales de Radio El Conquistador y las oficinas de las filiales de proyectos audiovisuales de esta emisora, 
Scamusica y Openchannels.

### Cierre de transmisiones en La Serena
En agosto de 2024 se confirmó que la emisora en La Serena fue vendida a nuevos propietarios, quienes comenzarán a operar una nueva propuesta radial distinta en la frecuencia 104.9 MHz, esto fue ratificado en octubre del presente año por el locutor de la emisora Leonard Marttz.
Los programas de la emisora finalizaron sus transmisiones el 25 de octubre de 2024, mientras que las transmisiones totales de la estación se extendieron hasta el día 28; ese mismo día, ambos programas de la radio fueron reubicados en la emisora matriz El Conquistador FM de La Serena, frecuencias 101.5 MHz en dicha ciudad y 104.7 en Ovalle. En los días previos al cambio, los dos espacios ya figuraban como programas oficiales de dicha estación en el sitio web de la filial serenense de la misma.[cita requerida]

## Programas anteriores (Santiago y Red Nacional)
A pesar de caracterizarse por ser una radio con poca publicidad, X FM cuenta con microprogramas conducidos por reconocidas personas en Chile.
- X Noticias: con la conducción de Paula Ramírez y Sebastián Gajardo, entregaba noticias de forma breve, por lo general una sola noticia. Lunes a viernes cada media hora.
- Especial de la hora 15: se transmitía de lunes a viernes de 15:00 a 15:30 con media hora de música de un artista destacado.
- X Live: era un programa que se transmitía de lunes a jueves de 21:00 a 22:00 en la cual se transmitía música en vivo de un artista destacado.
- RadioMix: Era un programa bailable de música de los 80 que se transmitía todos los sábados desde las 22 horas.

## Programas anteriores (Filiales Locales)

### La Serena
- X Noticias: boletines, con la conducción del periodista Claudio Catalán, entregaba noticias de forma breve, por lo general una sola noticia. Lunes a viernes cada una hora.
- Panorama X: matinal, con la conducción de Leonard Marttz, programa dedicado a emitir música, y a entregar las primeras noticias del día, junto con las efemérides y el saludo a los auditores que se encontraban de cumpleaños, siempre y cuando, estos tuvieran al espacio matinal agregado en Facebook, además se emitían los pedidos musicales que los auditores hicieran por medio de las líneas telefónicas de la emisora, WhatsApp o por el Facebook del espacio, de lunes a viernes de 09:00 a 13:00 h.
- Panorama Regional: informativo, con la conducción del periodista Roberto Rojas, programa dedicado a emitir y entregar el resumen de las noticias ocurridas durante el día en la región, el país y el resto del mundo, más el deporte y algunos panoramas de espectáculos como el cine por ejemplo y otros eventos, todo combinando con programación musical. De lunes a viernes de 17:00 a 19:00 h.

### Viña del Mar
- Panorama X: matinal, con la conducción del periodista Sergio López, espacio que, al igual que su símil serenense, estuvo dedicado a emitir música, y a entregar las primeras noticias del día, junto con las efemérides y datos de interés, además se emiten los pedidos musicales que los auditores hagan por medio de las líneas telefónicas de la emisora, de lunes a viernes de 09:00 a 13:00 hs.